# Tập hợp đích

Một hàm số f từ X tới Y. Oval màu xanh da trời là Y - tập hợp đích của hàm f. Hình oval nhỏ (màu vàng) bên trong Y là ảnh của hàm f.

Trong toán học, tập hợp đích hay tập đích (hay đối miền) của một hàm số là tập hợp Y mà chứa tất cả các giá trị đầu ra của hàm số đó. Nó là tập hợp Y trong biểu thức f: X → Y. Tập hợp đích cũng thỉnh thoảng được gọi là phạm vi nhưng từ này không rõ ràng vì nó cũng có thể chỉ tới ảnh của hàm số.
Tập hợp đích là một phần của hàm số f nếu nó được định nghĩa như Nicolas Bourbaki mô tả năm 1954 namely a triple (X, Y, F), with F a functional subset, nghĩa là một bộ ba (X, Y, F), với F là một tập con của tích Descartes X × Y và X là tập hợp của các thành phần của các cặp đôi trong F (tập xác định). Tập hợp F được gọi là đồ thị của hàm số này. Tập hợp của tất cả các phần tử dạng f(x), ở đó x nằm trong tập xác định X, được gọi là ảnh của f. Nói chung, ảnh của một hàm là một tập hợp con của tập đích. Vì vậy, nó có thể không trùng với tập đích của nó. Cụ thể, một hàm mà không phải là toàn ánh có các phần tử y trong tập đích mà phương trình f(x) = y không có nghiệm nào.
Một định nghĩa khác của hàm số do Bourbaki [Bourbaki, op. cit., p. 77] nêu ra, chỉ có đồ thị của hàm số, không nêu tập đich nào và cũng được sử dụng rộng rãi. Ví dụ trong lý thuyết tập hợp mong muốn cho phép các tên miền của một hàm là một lớp chuẩn tắc X, trong đó không có một nhóm ba (X, Y, F). Với các hàm định nghĩa như vậy không có tập hợp đích, mặc dù một số tác giả vẫn sử dụng nó không chính thức sau khi đưa ra một hàm trong biểu mẫu f: X → Y.

## Sách tham khảo
- Eccles, Peter J. (1997), An Introduction to Mathematical Reasoning: Numbers, Sets, and Functions, Cambridge University Press, ISBN 978-0-521-59718-0
- Forster, Thomas (2003), Logic, Induction and Sets, Cambridge University Press, ISBN 978-0-521-53361-4
- Mac Lane, Saunders (1998), Categories for the working mathematician (ấn bản thứ 2), Springer, ISBN 978-0-387-98403-2
- Scott, Dana S.; Jech, Thomas J. (1967), Axiomatic set theory, Symposium in Pure Mathematics, American Mathematical Society, ISBN 978-0-8218-0245-8
- Sharma, A.K. (2004), Introduction To Set Theory, Discovery Publishing House, ISBN 978-81-7141-877-0
- Stewart, Ian; Tall, David Orme (1977), The foundations of mathematics, Oxford University Press, ISBN 978-0-19-853165-4